# Rifat Rastoder
Rifat Rastoder ((serb.) Рифат Растодер; ur. 11 lipca 1950 w Ivangrad lub Radmanci, zm. 4 maja 2023 w Podgoricy) – czarnogórski polityk, dziennikarz i sportowiec narodowości bośniackiej, od 19 do 22 maja 2003 p.o. przewodniczącego Zgromadzenia Czarnogóry i prezydenta Czarnogóry.

## Życiorys
Pochodził z rodziny narodowości bośniackiej, od 1969 mieszkał w Titogradzie (dzisiejsza Podgorica). Zajmował się sportem, był zawodnikiem, a następnie trenerem i sędzią karate. Od 1980 wykonywał zawód dziennikarza, początkowo do 1986 zatrudniony w Radio Crne Gore. Od 1986 był regularnym publicystą dziennika „Pobjeda”, w którym kierował działem polityki krajowej. Został autorem i współautorem kilku książek.
Od 1990 zaangażowany w politykę, wspierał ruchy reformatorskie i antywojenne. W latach 1993–2016 należał do Socjaldemokratycznej Partii Czarnogóry, pełnił funkcję wiceszefa ugrupowania i lidera frakcji parlamentarnej. Przez sześć kadencji zasiadał w Zgromadzeniu Czarnogóry, w tym przez pięć pełnił funkcję jego wiceprzewodniczącego. Po ustąpieniu Filipa Vujanovicia (przewodniczącego parlamentu tymczasowo wykonującego obowiązki prezydenta) wspólnie z Draganem Kujoviciem z urzędu przejął jego kompetencje w okresie od 19 do 22 maja 2003. Po rozpoczęciu kadencji Vujanovicia zakończył pełnienie tych funkcji. Od 2016 do 2017 oddelegowany jako zastępca do Zgromadzenia Parlamentarnego Rady Europy, w 2016 zakończył zasiadanie w krajowym parlamencie.
Był żonaty, miał dwoje dzieci. Wyznawca islamu. Jego kuzyn Šerbo Rastoder został profesorem historii.